# مارول رایولز
مارول ریوالز (چینی: 漫威争锋؛ به معنای تقابل مارول) یک بازی ویدئویی تیراندازی سوم شخص قهرمان‌محور است که در سال ۲۰۲۴ توسط نت‌ایز گیمز و با همکاری مارول گیمز توسعه و منتشر شده است. این بازی در تاریخ ۶ دسامبر ۲۰۲۴ برای پلتفرم‌های پلی‌استیشن ۵، مایکروسافت ویندوز و ایکس‌باکس سری اکس/اس منتشر شد. این بازی به صورت رایگان در دسترس است و در حال حاضر شامل ۳۳ شخصیت از کمیک‌های مارول می‌باشد. همچنین از قابلیت کراس پلی در تمامی پلتفرم‌های پشتیبانی‌شده برخوردار است.

## روند بازی
مارول ریوالز یک بازی ویدئویی تیراندازی سوم شخص قهرمان‌محور ۶ بازیکن در مقابل ۶ بازیکن است. با ترکیب درست دو یا سه شخصیت، بازیکنان می‌توانند از قابلیت «هم‌افزایی پویای قهرمانان» استفاده کنند که کارایی مبارزه شخصیت‌های قابل‌بازی را به حداکثر می‌رساند. این بازی همچنین دارای محیط‌های تخریب‌پذیر است که به بازیکنان اجازه می‌دهد میدان نبرد (که توسط گالاکتا نظارت می‌شود) را به نفع خود تغییر دهند.
تا فوریه ۲۰۲۵، ۳۵ شخصیت قابل‌بازی به صورت رسمی معرفی شده‌اند. علاوه بر این، پنج مکان برای بازی تأیید شده است که شامل یگسگارد (ترکیبی از آسگارد و ایگدراسیل)، توکیوی ۲۰۹۹، خانه کلینتار، پایگاه چارتیس هایدرا در قطب جنوب و امپراتوری بین‌کهکشانی واکاندا می‌شوند. این بازی دارای سه حالت است: کاروان، تسلط و همگرایی.
مفهوم سه حالت بازی این است که هر کدام قوانین و اهداف خاص خود را دارند:
1. تسلط (Domination) حالتی که در آن بازیکنان باید نقاط مشخصی از نقشه را تصرف و نگه‌داری کنند. این حالت به صورت چندین راند (Round) برگزار می‌شود و تیمی که کنترل بیشتری بر نقاط داشته باشد، برنده است.
2. کاروان (Convoy) حالتی که در آن یکی از تیم‌ها باید یک شیء یا محموله را از نقطه‌ای به نقطه دیگر در نقشه محافظت کند، در حالی که تیم دیگر باید آن را متوقف کند. این حالت به‌طور نوبتی انجام می‌شود؛ یعنی هر تیم یک بار حمله و یک بار دفاع می‌کند.
3. همگرایی (Convergence) مشابه حالت کاروان است، اما با تمرکز بیشتر بر تصاحب یک منطقه خاص یا فعال‌سازی یک نقطه مرکزی، که هر تیم باید به آن دسترسی پیدا کند یا از آن دفاع کند.

در بخش رقابتی، قوانین این دو حالت آخر (کاروان و همگرایی) دقیق‌تر هستند؛ تیمی که محموله را به دورترین نقطه برساند یا به هدف سریع‌تر دست یابد، امتیاز می‌گیرد. در صورت تساوی، زمان باقی‌مانده تیم‌ها تعیین‌کننده برنده است.

### حالت‌های بازی
بازی سریع (Quick Match)
بازی‌های سریع غیررقابتی هستند و بازیکنان می‌توانند سه حالت تسلط، کاروان و همگرایی را تجربه کنند. حالت تسلط تنها حالت غیررقابتی است که شامل چندین دور می‌شود.
رقابتی (Competitive)
در بخش رقابتی، همان حالت‌های بازی سریع در دسترس هستند، با این تفاوت که هر حالت دارای چندین دور است و برد و باخت‌ها بر سیستم رتبه‌بندی تأثیر می‌گذارند. تسلط مشابه نسخه سریع است، اما در حالت‌های کاروان و همگرایی هر تیم باید از اهداف دفاع کرده و حمله کند.
در این دو حالت، تیمی که بیشترین پیشروی را داشته باشد، برنده بازی خواهد بود و تا ۳ امتیاز کسب می‌کند. اگر هر دو تیم به انتهای نقشه برسند، هر دو ۳ امتیاز دریافت می‌کنند و بازی وارد وقت اضافه می‌شود. تیمی که با بیشترین زمان باقی‌مانده به انتهای نقشه برسد، ۲ دقیقه زمان دریافت می‌کند و تیم دیگر ۱ دقیقه. اگر هر دو تیم امتیاز برابر کسب کنند، بازی با تساوی پایان می‌یابد و تغییری در رتبه‌بندی بازیکنان ایجاد نمی‌شود.

### شخصیت‌های قابل‌بازی
گوانگیون چن اظهار داشت که تیم سازنده قصد داشته‌اند طیف وسیعی از شخصیت‌ها، از شخصیت‌های کمتر شناخته‌شده تا محبوب‌ترین‌ها، را به بازی اضافه کنند. او دربارهٔ فرایند طراحی گفت: «وقتی نوبت به طراحی شخصیت‌های بازی می‌رسد، معمولاً عمیقاً در پیشینه و شخصیت هر شخصیت مارول فرومی‌رویم تا مکانیک‌ها و مهارت‌های بازی هر شخصیت کاملاً منعکس‌کننده هویت واقعی این قهرمانان باشد.»
- آدام وارلاک
- پلنگ سیاه
- بیوه سیاه
- کاپیتان آمریکا
- شنل و خنجر
- دکتر استرنج
- گروت
- هاوک‌آی
- هلا
- هالک
- آیرون فیست
- مرد آهنی
- جف کوسه
- لوکی
- لونا اسنو
- مجیک
- مگنیتو
- مانتیس
- مون نایت
- نیمور
- پنی پارکر
- سایلاک
- مجازاتگر
- راکت راکون
- اسکارلت ویچ
- مرد عنکبوتی
- دختر سنجابی
- استار-لرد
- استورم
- ثور
- ونوم
- سرباز زمستان
- ولورین
- آقای شگفت‌انگیز
- زن نامرئی

## داستان
داستان بازی روایتگر رویدادی از روی دشمنی میان دکتر دووم و همتای قهرمان او در جهان ۲۰۹۹ است که باعث ایجاد «درهم‌تنیدگی خط زمانی» می‌شود. این رویداد منجر به خلق دنیاهای جدیدی می‌گردد و قهرمانان و شرورانی از سراسر مولتی‌ورس به مبارزه با یکدیگر می‌پردازند تا قبل از آنکه یکی از نسخه‌های دکتر دووم بر این دنیاهای جدید تسلط یابد.

## توسعه
بازی توسط نت‌ایز گیمز توسعه یافته است؛ شرکتی که پیش‌تر دو بازی مارول یعنی مارول سوپروار (۲۰۱۹) و مارول دوئل (۲۰۲۰) را نیز ساخته بود. تیم اصلی توسعه در گوانگژو مستقر است و از یک تیم مشترک در سیاتل پشتیبانی می‌شود.
جی آونگ از مارول گیمز، بازی مارول ریوالز را یکی از «جاه‌طلبانه‌ترین پروژه‌های توسعه بازی» این شرکت توصیف کرده است. تیم مارول ریوالز همچنان از بازی با ارائه به‌روزرسانی‌های رایگان، حالت‌های جدید بازی، آیتم‌های تزئینی و رویدادهای فصلی پشتیبانی می‌کند.